# Campeonato Carioca de Futebol de 1941
O Campeonato Carioca de Futebol de 1941 foi a 43.ª edição da competição, disputada por pontos corridos em dois turnos e teve como campeão o Fluminense Football Club, que conquistou seu 14º título da competição, o 5º em 6 anos. 
Em 20 de julho o artilheiro argentino Rongo marcou seis gols na vitória de 9 a 0 sobre o São Cristóvão, recorde de gols de jogador do Fluminense em uma partida até os dias atuais, compartilhado com outros dois jogadores, Albert Victor Buchan (1909) e Henry Welfare (1917), assim como o Fluminense terminaria a competição com 106 gols marcados a favor, recorde histórico do Campeonato Carioca.
Não havia final programada, mas como Flamengo e Fluminense chegaram na rodada final jogando pelo título entre sim fizeram uma decisão direta pelo título em um Fla-Flu que pelas circunstâncias dramáticas que o envolveu ficou conhecido como o Fla-Flu da Lagoa.

## Tabela de jogos

### Primeira fase

#### 1º Turno
| 1º Turno | 1º Turno |
| Data     | Jogos |
| -------- | --- |
| 04/05    | Canto do Rio 2-5 Fluminense Botafogo 4-5 Bangu Vasco 2-2 America Bonsucesso 0-1 São Cristóvão Flamengo 5-2 Madureira |
| 11/05    | America 4-0 São Cristóvão Bangu 0-4 Canto do Rio Fluminense 6-2 Vasco Flamengo 4-2 Bonsucesso Madureira 3-4 Botafogo |
| 17/05    | Fluminense 3-0 São Cristóvão                                                                                         |
| 18/05    | Botafogo 5-1 Bonsucesso America 0-0 Flamengo Bangu 3-4 Madureira Vasco 5-0 Canto do Rio                              |
| 24/05    | Madureira 4-0 Canto do Rio                                                                                           |
| 25/05    | Botafogo 5-3 America Bonsucesso 2-2 Bangu Fluminense 1-3 Flamengo Vasco 5-2 São Cristóvão                            |
| 01/06    | Flamengo 3-1 Vasco Canto do Rio 3-5 São Cristóvão Bonsucesso 0-2 Madureira Bangu 4-0 America Fluminense 3-2 Botafogo |
| 08/06    | Vasco 5-3 Botafogo Bonsucesso 1-3 Canto do Rio Bangu 1-2 Fluminense America 1-5 Madureira São Cristóvão 0-4 Flamengo |
| 15/06    | Madureira 4-2 Fluminense Bonsucesso 4-1 America Botafogo 8-1 São Cristóvão Vasco 1-1 Bangu Canto do Rio 0-4 Flamengo |
| 21/06    | Fluminense 4-2 Bonsucesso                                                                                            |
| 22/06    | São Cristóvão 3-4 Bangu Flamengo 1-3 Botafogo Madureira 0-1 Vasco America 3-3 Canto do Rio                           |
| 29/06    | Botafogo 3-1 Canto do Rio Bonsucesso 2-3 Vasco São Cristóvão 4-2 Madureira Bangu 0-7 Flamengo America 0-3 Fluminense |

#### 2º Turno
| 2º Turno | 2º Turno |
| Data     | Jogos |
| -------- | --- |
| 06/07    | Fluminense 6-1 Canto do Rio São Cristóvão 2-2 Bonsucesso Madureira 0-3 Flamengo Bangu 3-5 Botafogo America 1-1 Vasco |
| 13/07    | Canto do Rio 4-0 Bangu Botafogo 4-2 Madureira Vasco 1-2 Fluminense São Cristóvão 3-3 America Bonsucesso 2-5 Flamengo |
| 20/07    | São Cristóvão 0-9 Fluminense Flamengo 1-0 America Canto do Rio 1-3 Vasco Bonsucesso 1-2 Botafogo Madureira 2-3 Bangu |
| 27/07    | Flamengo 4-1 Fluminense Canto do Rio 2-2 Madureira Bangu 2-0 Bonsucesso America 1-4 Botafogo São Cristóvão 1-3 Vasco |
| 03/08    | Madureira 2-3 Bonsucesso São Cristóvão 2-1 Canto do Rio Botafogo 3-2 Fluminense Vasco 1-2 Flamengo America 2-1 Bangu |
| 10/08    | Madureira 2-1 America Fluminense 4-3 Bangu Flamengo 6-0 São Cristóvão Canto do Rio 6-2 Bonsucesso Botafogo 1-1 Vasco |
| 17/08    | São Cristóvão 2-6 Botafogo Fluminense 3-1 Madureira Flamengo 6-1 Canto do Rio Bangu 0-4 Vasco America 1-1 Bonsucesso |
| 24/08    | Vasco 6-0 Madureira Canto do Rio 1-4 America Botafogo 1-1 Flamengo Bonsucesso 2-5 Fluminense Bangu 3-2 São Cristóvão |
| 31/08    | Vasco 1-1 Bonsucesso Fluminense 4-3 America Flamengo 2-0 Bangu Canto do Rio 6-3 Botafogo Madureira 6-0 São Cristóvão |

#### Classificação
| Pos. | Equipes               | Pts | J  | V  | E | D  | GP | GC | SG  | Classificação                   |
| ---- | --------------------- | --- | -- | -- | - | -- | -- | -- | --- | ------------------------------- |
| 1    | Flamengo              | 32  | 18 | 15 | 2 | 1  | 61 | 15 | 46  | Classificados para a fase final |
| 2    | Fluminense            | 28  | 18 | 14 | 0 | 4  | 65 | 34 | 31  | Classificados para a fase final |
| 3    | Botafogo              | 26  | 18 | 12 | 2 | 4  | 66 | 42 | 24  | Classificados para a fase final |
| 4    | Vasco da Gama         | 23  | 18 | 9  | 5 | 4  | 46 | 28 | 18  | Classificados para a fase final |
| 5    | Madureira             | 15  | 18 | 7  | 1 | 10 | 43 | 45 | –2  | Classificados para a fase final |
| 6    | Bangu                 | 14  | 18 | 6  | 2 | 10 | 35 | 52 | –17 | Classificados para a fase final |
| 7    | America Football Club | 12  | 18 | 3  | 6 | 9  | 30 | 44 | –14 |                                 |
| 8    | Canto do Rio          | 12  | 18 | 5  | 2 | 11 | 39 | 58 | –19 |                                 |
| 9    | São Cristóvão         | 10  | 18 | 4  | 2 | 12 | 28 | 72 | –44 |                                 |
| 10   | Bonsucesso            | 8   | 18 | 2  | 4 | 12 | 28 | 51 | –23 |                                 |

### Fase final

#### 3º Turno
| 3º Turno | 3º Turno                                                        |
| Data     | Jogos                                                           |
| -------- | --------------------------------------------------------------- |
| 21/09    | Flamengo 4-1 Madureira Fluminense 3-1 Vasco Botafogo 5-1 Bangu  |
| 28/09    | Madureira 1-5 Fluminense Flamengo 1-2 Botafogo Vasco 3-2 Bangu  |
| 05/10    | Bangu 2-10 Fluminense Botafogo 3-2 Madureira Flamengo 1-0 Vasco |
| 12/10    | Madureira 1-4 Vasco Botafogo 0-2 Fluminense Bangu 2-3 Flamengo  |
| 19/10    | Vasco 4-0 Botafogo Bangu 3-0 Madureira Fluminense 4-2 Flamengo  |

#### 4º Turno
| 4º Turno | 4º Turno                                                       |
| Data     | Jogos                                                          |
| -------- | -------------------------------------------------------------- |
| 26/10    | Madureira 0-2 Flamengo Vasco 1-0 Fluminense Bangu 3-4 Botafogo |
| 01/11    | Fluminense 6-2 Madureira                                       |
| 02/11    | Botafogo 3-2 Flamengo Bangu 1-4 Vasco                          |
| 08/11    | Fluminense 7-2 Bangu                                           |
| 09/11    | Madureira 4-5 Botafogo Vasco 1-1 Flamengo                      |
| 15/11    | Flamengo 6-2 Bangu                                             |
| 16/11    | Fluminense 2-1 Botafogo Vasco 3-0 Madureira                    |
| 23/11    | Madureira 5-4 Bangu Flamengo 2-2 Fluminense Botafogo 2-2 Vasco |

#### Classificação
| Pos. | Equipes       | Pts | J  | V | E | D | GP | GC | SG  |
| ---- | ------------- | --- | -- | - | - | - | -- | -- | --- |
| 1    | Fluminense    | 17  | 10 | 8 | 1 | 1 | 41 | 14 | 27  |
| 2    | Vasco da Gama | 14  | 10 | 6 | 2 | 2 | 23 | 11 | 12  |
| 3    | Botafogo      | 13  | 10 | 6 | 1 | 3 | 25 | 23 | 2   |
| 4    | Flamengo      | 12  | 10 | 5 | 2 | 3 | 24 | 17 | 7   |
| 5    | Madureira     | 2   | 10 | 1 | 0 | 9 | 16 | 39 | −23 |
| 6    | Bangu         | 2   | 10 | 1 | 0 | 9 | 22 | 47 | −25 |

## Classificação final
| Pos. | Equipes               | Pts | J  | V  | E | D  | GP  | GC | SG  |
| ---- | --------------------- | --- | -- | -- | - | -- | --- | -- | --- |
| 1    | Fluminense            | 45  | 28 | 22 | 1 | 5  | 106 | 48 | 58  |
| 2    | Flamengo              | 44  | 28 | 20 | 4 | 4  | 85  | 32 | 53  |
| 3    | Botafogo              | 39  | 28 | 18 | 3 | 7  | 91  | 65 | 26  |
| 4    | Vasco da Gama         | 37  | 28 | 15 | 7 | 6  | 69  | 39 | 30  |
| 5    | Madureira             | 17  | 28 | 8  | 1 | 19 | 59  | 84 | –25 |
| 6    | Bangu                 | 16  | 28 | 7  | 2 | 19 | 57  | 99 | –42 |
| 7    | America Football Club | 12  | 18 | 3  | 6 | 9  | 30  | 44 | –14 |
| 8    | Canto do Rio          | 12  | 18 | 5  | 2 | 11 | 39  | 58 | –19 |
| 9    | São Cristóvão         | 10  | 18 | 4  | 2 | 12 | 28  | 72 | –44 |
| 10   | Bonsucesso            | 8   | 18 | 2  | 4 | 12 | 28  | 51 | –23 |

## Jogo do título
| 23 de novembro | Flamengo         | 2 – 2 | Fluminense                   | Gávea, Rio de Janeiro                                              |
|                | Pirillo 35', 85' |       | Pedro Amorim 20' · Russo 25' | Público: 15 312 Renda: Cr$ 115.943,30 Árbitro: José Ferreira Lemos |

- Flamengo: Yustrich, Domingos e Newton; Biguá, Volante e Jayme; Sá, Zizinho, Pirillo, Reuben e Vevé. Treinador: Flávio Costa.
- Fluminense: Batatais, Renganeschi e Machado; Mallazo, Brant e Afonsinho; Pedro Amorim, Romeu, Russo, Tim e Carreiro. Treinador: Ondino Vieira.

## Premiação
| Campeonato Carioca de 1941      |
| ------------------------------- |
| Rio de Janeiro                  |
| Fluminense Campeão (14º título) |

## Artilheiros
| Pos. | Jogador           | Equipe     | Gols |
| ---- | ----------------- | ---------- | ---- |
| 1    | Pirillo           | Flamengo   | 39   |
| 2    | Rongo             | Fluminense | 25   |
| 3    | Heleno de Freitas | Botafogo   | 24   |
| 4    | Isaías            | Madureira  | 20   |
| 5    | Lula              | Bangu      | 19   |
| 5    | Pedro Amorim      | Fluminense | 19   |
| 6    | Pascoal           | Botafogo   | 18   |